# Allotheria
La sottoclasse Allotheria comprende Mammiferi primitivi vissuti tra il tardo Triassico e il tardo Eocene. Ne fanno parte l'ordine dei Multituberculata e quello degli Haramiyida.

## Origini
Marsh propose nel 1880 l'ordine Allotheria (dal greco antico "ἄλλος" e "θηρίον" belva diversa) per collocare due generi databili al Giurassico superiore, plagiaulax e ctenacodon conosciute da alcuni resti fossili di mandibole con denti, ed assegnò gli allotheria ai marsupialia. Superficialmente le dentature somigliavano a quelle dei roditori, ma i denti riconosciuti come molari erano diversi, coperti da varie cuspidi di altezze differenti, disposte in file longitudinali. In più i premolari inferiori erano insoliti  essendo a forma di lama, rivestite da una serie di creste disposte obliquamente su entrambi i lati labiale e linguale. Quattro anni dopo Cope nomenclò i Multituberculata come un  sottordine dei marsupialia e vi incluse tre famiglie: Tritylodontidae, Polymastodontidae (= Taeniolabididae), e Plagiaulacidae. Egli stabilì che i plagiaulacidi erano equivalenti all'"ordine" allotheria di Marsh (i Tritylodontidae sono ora riferibili ai Cynodontia [Carroll, 1988], mentre Taeniolabididae e Plagiaulacidae
sono classificati tra i Multituberculata). Simpson (1929a: 143) elevò gli allotheria al rango di sottoclasse, contenente il solo ordine dei multitubercolati.

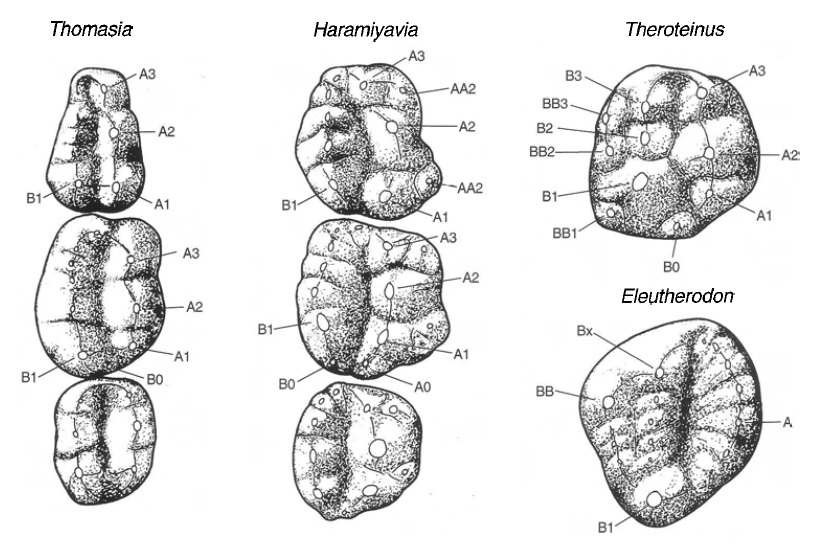
Denti di alcuni membri dell'ordine Haramiyida

## Studi successivi
In contrasto con i relativamente meglio conosciuti multitubercolati, furono scoperti alcuni denti databili dal tardo Triassico al Giurassico inferiore dell'Europa centrale con varie cuspidi disposte longitudinalmente, simili a quelle dei multitubercolati ma di altezze variabili. Simpson (1929a) pose due generi provvisti di tali denti in "Mammalia" di incerti sottoclasse e ordine. In seguito questi generi furono assegnati alla famiglia Haramiyidae (Simpson, 1947). 
Hahn (1973) propose per gli Haramiyidae un sottordine Haramiyoidea entro i Multituberculata e in seguito (Hahn et al., 1989) li elevò al rango sistemico degli Haramiyida. Butler e MacIntyre (1994) considerarono gli Haramiyida un gruppo affine ai Multituberculata e li assegnarono ai? Mammalia, Allotheria, ma Butler (2000) attribuì gli Allotheria ai Mammalia (= Mammaliaformes per alcuni autori).

## Biologia
Gli Allotheria sono mammiferi in cui generalmente i molariformi superiori e inferiori possiedono due file di cuspidi disposte longitudinalmente, che si serrano in modo tale che le file di cuspidi labiali inferiori combaciano con gli avvallamenti tra le file di cuspidi dei denti superiori (file addizionali si possono sviluppare sui denti della mascella). Tale occlusione è bilaterale; il movimento è verticale (ortale) o posteriore (palinale), o una combinazione dei due, ma non espressamente trasversale. Sono diversi in struttura e funzioni dagli altri mammiferi primitivi non alloteri, che possiedono una fila di cuspidi serranti unilateralmente con le superfici labiali dei cuspidi opposti, formando questi ultimi una forbice con le superfici linguali dei cuspidi superiori, implicando un movimento trasversale della mandibola.